# Climax (álbum)
Climax es el quinto álbum de estudio de la cantante española Edurne, lanzado el 24 de septiembre de 2013 bajo el sello discográfico Sony Music. El primer sencillo es Pretty Boy y fue lanzado el 4 de junio de 2013.

## Lista de canciones
El álbum estuvo listo para preordenarse el lunes 29 de julio en iTunes publicando así el listado de canciones.
| Climax |                                           |                                                                     |          |  |
| N.º    | Título                                    | Escritor(es)                                                        | Duración |  |
| 1.     | «Pretty Boy»                              | Michael Busbee y Meghan Shanhaz Kabir                               | 3:23     |  |
| 2.     | «Painkiller»                              | Gen Rubin, Keith Follese y Adrienne Follesé                         | 3:22     |  |
| 3.     | «31 Seconds Alone»                        | Michael Busbee, E. Kidd Bogart, Jim Jonsin y Alex James             | 3:14     |  |
| 4.     | «Va bien (Fix My Life)»                   | Kara Britz, Aaron Kamin y Dolo Beltrán                              | 4:12     |  |
| 5.     | «Me iré»                                  | Rafa Vergara y Antonio Rayo                                         | 3:49     |  |
| 6.     | «Finish Line»                             | Jonas Thander, Tony Sánchez-Ohlsson y Charlie Mason                 | 3:56     |  |
| 7.     | «Run For Your Life»                       | Jonas Thander, Tony Sánchez-Ohlsson, Johnny Sánchez y Mike Eriksson | 3:07     |  |
| 8.     | «Viernes (Weekend)»                       | Joacim Dubbelman, Niklas Edberger, Mariette Hansson y Dolo Beltrán  | 3:03     |  |
| 9.     | «Bullets & Butterflies»                   | Dwight Baker, Michael Busbee y Andrew M. Dorff                      | 3:12     |  |
| 10.    | «Me rompiste el corazón (Smoking Barrel)» | Ivar Lisinski, Gavin Jones, Marlene Strand y Edurne                 | 3:30     |  |
| 11.    | «Artificial (Pretty Boy)»                 | Michael Busbee y Meghan Shanhaz Kabir                               | 3:26     |  |
| 12.    | «Soy Capaz (Finish Line)»                 | Jonas Thander, Tony Sánchez-Ohlsson y Charlie Mason                 | 3:55     |  |

## Posicionamiento

### Semanales
| País   | Lista                        | Primera semana           | Posición de ingreso | Mejor posición | Semanas en la mejor posición | Semanas en la lista | Última semana      | Ref.  |
| ------ | ---------------------------- | ------------------------ | ------------------- | -------------- | ---------------------------- | ------------------- | ------------------ | ----- |
| España | Top 100 Álbumes (Promusicae) | 29 de septiembre de 2013 | 22                  | 22             | 1                            | 2                   | 6 de junio de 2013 | [ 4 ] |